# 黙子如定

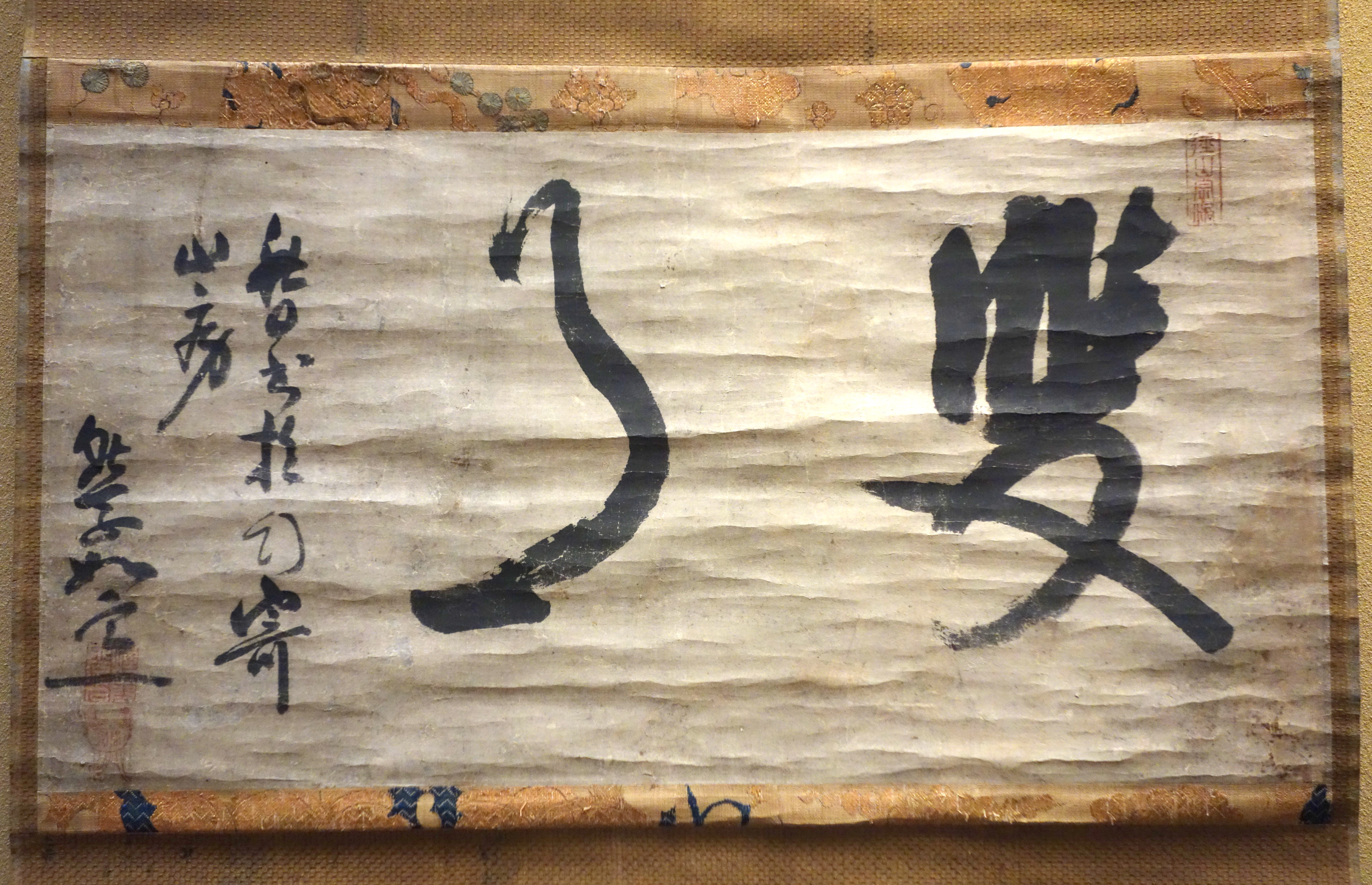
黙子如定の書、雙月（東京国立博物館蔵）

黙子如定（もくす にょじょう、万暦25年5月26日〈1597年〉- 明暦3年11月30日〈1657年〉）は、明末清初に来日した中国僧。江西省南康府建昌県の出身。

## 生涯
揚州にある興福禅院において出家した。
1632年（寛永9年）に明版の大蔵経を持参して来日し、長崎に建立された黄檗宗の唐寺興福寺に入寺した。当時、長崎奉行は幕府の禁教令を受けて唐人がキリスト教を持ち込むことを警戒しており、興福寺は長崎に在住する中国人貿易船主や船員が仏教徒である証として設立された菩提寺であった。如定は信者から寄付を集めて興福寺の諸堂の創建に着手し、1634年（寛永11年）に堂宇を建設、1641年（寛永18年）には伽藍や山門が竣工している。
真円の没後に第2代の住持となった。一説には、1635年（寛永12年）、真円の隠退によって継席したともいう。
象嵌技術などにも通じており、中国の先進技術の導入に一役買った。また、能書家でもある。
1645年（正保2年）、逸然性融に法席を譲り、東盧庵に隠退するも、逸然が傾注した隠元隆琦の招致運動を援助した。
1657年（明暦3年）12月、自坊で没した。享年61。

### 眼鏡橋の架橋
黙子如定は興福寺の信者が中島川を渡るのに苦労している姿を見て1634年（寛永11年）に日本初の石造アーチ橋として知られる眼鏡橋建設の勧進を行った。
石造アーチの技法は自身が技術指導を行った説があるが、秀吉より朱印状を得て貿易を行った商人末次政直（後に長崎代官）が支援し、実際の工事は息子の二代目平左衛門が差配した。測量やアーチの計算技術は通訳である唐通事を通して外国から得たとする説がある。
1994年（平成6年）10月29日に眼鏡橋の左岸橋詰広場に青銅製の「黙子如定の像」が建立された。